# Saint-Ouen-sur-Iton
Saint-Ouen-sur-Iton település Franciaországban, Orne megyében. Lakosainak száma 827 fő (2022. január 1.). Saint-Ouen-sur-Iton Saint-Michel-Tubœuf, Chandai, La Chapelle-Viel, Crulai, L’Aigle és Vitrai-sous-Laigle községekkel határos.

## Népesség
A település népessége az elmúlt években az alábbi módon változott:
| Lakosok száma | 899  | 852  | 868  | 825  | 827  | 828  | 830  | 827  | 827  |
|               | 2013 | 2015 | 2016 | 2017 | 2018 | 2019 | 2020 | 2021 | 2022 |